# ميدن
مدو أو ميدن (بالسريانية: ܡܝܕܘܢ ميدن)‏ و(بالتركية: Öğündük أوغندُك)‏ هي بلدة تقع ضمن قضاء آزخ في ولاية شرناق جنوب شرقي تركيا. وتتبع ميدن لأبرشية طور عبدين السريانية الأرثوذكسية، وسكانها هم من السريان الأرثوذكس ويتكلمون باللغة السريانية الآرامية. بلغ عدد السكان عام 2021 حوالي 367 نسمة.

## الموقع الجغرافي
يحد ميدن من الشرق مركز القضاء مدينة آزخ (إيدل)، ومن الغرب بلدتي ساري وباسبرين السريانيتين، وتقع على الطريق الواصل بين آزخ ومذيات في ولاية ماردين، مرورا بدير مار كبرئيل السرياني التاريخي الشهير بدير العمر، وكذلك يحيط بميدن قرى كفشنا وإسفس وحيدل وباسحاق وتمرز وهي قرى سريانية خلت اليوم من سكانها الأصليين المسيحيين وذلك على إثر مذابح الإبادة الجماعية التي ارتكبتها قوات الإمبراطورية العثمانية وأذنابها من الأكراد بحق السريان والمسيحيين عامة من يونان وأرمن، مذابح سيفو 1915م. والتي على إثرها نزحت أعداد كبيرة من الناجين السريان إلى الجانب السوري وأسست مدنا جديدة كمدن ديريك والقامشلي وقبور البيض والحسكة والدرباسية وعامودا ورأس العين وغيرها من النواحي والضياع.

## كنائس ميدن
في ميدن اليوم العديد من الكنائس العامرة يصل عددها إلى سبع كنائس أشهرها كنيسة مار يعقوب في وسط البلدة.